# Wolber
La Manufacture générale de caoutchouc et de pneumatiques A. Wolber était une entreprise française, créée par Antoine Wolber.
La marque Wolber est la propriété de la Compagnie Générale des Etablissements Michelin 12, Cours Sablon - 63000 Clermont-Ferrand Siren  655200887.
Wolber fabriquait les pneumatiques de bicyclette « Militaire », « Liberty », « Le Bon Courrier », des chapes, des chambres à air, des caoutchoucs creux et pleins, des toiles caoutchoutées, de la dissolution, mais aussi différents matériels pour le vélo : pédales, poignées, patins de freins, poires pour cornets, pompes, valves, etc.

## Histoire
Une première usine ouvrit en 1898 à Levallois-Perret sur un site de 1 110 m2, occupant 80 personnes.
Une deuxième usine ouvrit en 1904 à Vailly-sur-Aisne. En 1910, elle occupait 10 hectares et employait 400 ouvriers. Elle était spécialisée dans la fabrication des pneus de bicyclette, sa fabrication atteignait alors 500 000 bandages par an.
Enfin, une troisième usine ouvrit à Soissons.
La maison A. Wolber fut récompensée à l’Exposition Internationale des Industries et du Travail à Turin en 1911 par une médaille d’or pour ses bandages pneumatiques.
Pendant la Première Guerre mondiale, les usines de Vailly-sur-Aisne et Soissons furent en grande partie détruites.
En 1972, Wolber fut rachetée par Michelin. L'activité se poursuivit encore 27 ans, avant la fermeture définitive du site de Soissons en 1999.
La société a été mise en liquidation judiciaire le 23 septembre 2011 et radiée le 9 juillet 2012.

## Wolber et le sport cycliste
Avec Peugeot, Wolber créa le Tour de France des Indépendants 1910, aussi connu sous le nom de Tour de France Peugeot-Wolber, une course cycliste ayant rassemblé plus de 500 compétiteurs sur plus de 3 000 km entre les 7 août et 4 septembre 1910.
Wolber lança aussi le Grand Prix Wolber, plus communément appelé GP Wolber. Cette course cycliste organisée en France à partir de 1922 était considérée comme un championnat du monde non officiel jusqu'à la création du Championnat du monde professionnel en 1927. Le GP Wolber finira par disparaître en 1934.
Wolber sponsorisa également au fil des décennies un certain nombre d'équipes cyclistes :
- Peugeot-Wolber (1905-1924)
- J.B. Louvet-Soly-Wolber (1924)
- Météore-Wolber (1924-1926)
- J.B. Louvet-Pouchois-Wolber (1926)
- Alléluia-Wolber (1926-1931)
- J.B. Louvet-Wolber (1927)
- De Dion-Bouton-Wolber (1929, 1933)
- Lutetia-Wolber (1931-1934)
- Alléluia-Wolber-Delangle (1932)
- France-Sport Wolber (1933-1934, 1936, 1938-1939)[5],[6],[7]
- Alléluia-Wolber (1936)
- J.B. Louvet-Wolber (1936-1939)
- Dilecta-J.B. Louvet-Wolber (1948, 1953)
- Dilecta-Wolber-J.B. Louvet (1954)
- Liberia-Grammont-Wolber (1961-1962)
- Kamomé-Dilecta-Wolber (1967)
- Jobo-Wolber (1975)
- Jobo-Wolber-La France (1976)
- Puch-Wolber-Campagnolo (1981)
- Wolber-Spidel (1982-1983)